# Inger Beckman
Inger Beckman, född 1942 i Stockholm, är en svensk konstnär.
Beckman studerade konst för Hertha Olivet och Idun Lovén samt vid Konstfackskolan i Stockholm. Separat har hon ställt ut i bland annat Stockholm, Helsingfors och New York och hon har medverkat i ett flertal samlingsutställningar.